# Kvalspelet till Elitserien i innebandy 2010/2011

Kvalspelet till Elitserien i innebandy 2010/2011 spelades mellan mars och april 2009 och bestod av två omgångar, kallade "Playoff 1" och "Playoff 2". Playoff 1 bestod av fyra lag från division 1, som delades upp i två dubbelmöten. Segrarna från respektive dubbelmöte gick vidare till Playoff 2, där laget från Elitserien 2009/2010 gick in. Lagen spelade en serie där de två främsta gick till Elitserien 2010/2011.
Vinnaren i ordinarie tid fick 3 poäng, vid oavgjort efter full speltid fick vardera lag ett poäng och matchen fortsatte till sudden death. Vinnaren i sudden death fick ytterligare en poäng - korades ingen vinnare fick inget lag extrapoäng (det vill säga att båda lagen fick nöja sig med ett poäng vardera). Förloraren i ordinarie tid fick noll poäng.

## Playoff 1
Örebro SK och Sten Sture BK besegrade Västerås IBF och Olofströms IBK.

## Playoff 2
|    | Grupp 1       | SM | V | O | F | ÖTV | GM | IM | MS | P |
| -- | ------------- | -- | - | - | - | --- | -- | -- | -- | - |
| 1. | Karlstad IBF  | 4  | 2 | 0 | 2 | 0   | 17 | 10 | +7 | 6 |
| 2. | Örebro SK     | 4  | 2 | 0 | 2 | 0   | 13 | 16 | –3 | 6 |
|    |               |    |   |   |   |     |    |    |    |   |
| 3. | Sten Sture BK | 4  | 2 | 0 | 2 | 0   | 12 | 16 | –4 | 6 |

- 19 mars 2010: Sten Sture BK – Karlstad IBF 3–5
- 21 mars 2010: Örebro SK - Sten Sture BK 7–2
- 26 mars 2010: Karlstad IBF – Örebro SK 9–1
- 28 mars 2010: Karlstad IBF – Sten Sture BK 2–3
- 2 april 2010: Sten Sture BK – Örebro SK 4–2
- 5 april 2010: Örebro SK – Karlstad IBF 3–1